# Bazylik

Bazylik — український кулінарний вебсайт, що спеціалізується на публікації рецептів, статей про гастрономічну культуру та порад щодо приготування їжі. Платформа містить рецепти традиційної української та світової кухонь, рекомендації щодо вибору продуктів і технік приготування.

## Історія
Сайт Bazylik був заснований у 2024 році. Основною метою ресурсу є популяризація якісного підходу до приготування їжі та ознайомлення користувачів із традиційними та сучасними кулінарними рецептами.
З часом сайт розширив функціональність, додавши розділи з кулінарними лайфхаками, порадами щодо вибору продуктів та інтерв'ю з професійними кухарями.

## Функціональність
Сайт Bazylik містить такі розділи: Рецепти — покрокові інструкції з приготування страв.
Кулінарні поради — рекомендації щодо вибору продуктів, технік приготування та сервірування.
Статті — матеріали про гастрономічні традиції, історію страв та огляди кухонних новинок.
Спільнота — можливість користувачів обговорювати рецепти, залишати коментарі та оцінки.

## Відвідуваність
Станом на лютий 2025 року кулінарний сайт «Базилік» отримав 17,4 тис. кліків за місяць, а загальна кількість показів у пошукових системах склала 728 тис. Середній показник клікабельності (CTR) становить 2,4 %, а середня позиція у пошуковій видачі — 8,6.

## Популярність та відгуки
Сайт Bazylik згадувався у низці незалежних онлайн-видань як популярний кулінарний ресурс України. Зокрема, рецепти, опубліковані на сайті, цитувалися у виданнях Cyber-Gazeta, 1789.com.ua, Womansy, NewsYou та MyCity, що підтверджує його вплив на кулінарну спільноту.